# Reih
Der Ausdruck Reih (regional für Reihe) steht für
- das oder der Reih, althergebrachter Ausdruck für eine Gruppierung, z. B. Junggesellenreih, Kirmesreih[2][3]  oder für Junggesellenverein / Burschenschaft
- Rei, den Reihen, Reigen als Tanzform, meist kulturellen oder historischen Ursprungs,[4] aber auch als Spiel eines Junggesellenreihs.[5]

Im Rahmen der Verwendung als Bezeichnung für eine Gruppe gibt es auch die Begriffe Reihmeister für den Anführer der Gruppe, bzw. Reihjungen oder Reihmädchen für die Mitglieder.